# Becora
Becora (Bekora) ist ein osttimoresischer Suco, der den Großteil des gleichnamigen Stadtteils im Südosten der Landeshauptstadt Dili abdeckt.

## Geographie

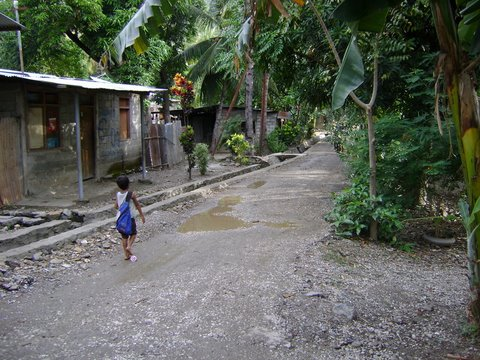
Regenzeit in Becora

Becora liegt im Südwesten des Verwaltungsamts Cristo Rei (Gemeinde Dili). 2004 wurden Becora auch die Sucos Centro Benemauk und Ailok angegliedert, womit Becora eine Fläche von 8,74 km² hatte. Bei der Gebietsreform 2015 wurden die Grenzen Becoras neu zugeschnitten, so dass es nur noch 6,57 km² hatte. So kam der große Teil des Nordens Becoras zum Suco Camea. 2017 wurde Ailok im Südwesten wieder als eigenständiger Suco abgetrennt. Dadurch zerfiel Becora in drei voneinander getrennte Territorien.
Die meisten Menschen leben im Territorium im Nordwesten. Von den zehn Aldeias, in die sich Becora aufteilt, liegen hier Au-Hun, Becusi Centro, Becusi Craic, Berebidu, Caqueu Laran (Caqueo Laran), Clac Fuic, Maucocomate und Romit. Nordwestlich liegt der Suco Culu Hun, nördlich der Suco Bidau Santana, östlich der Suco Camea und südlich der Suco Ailok. Im Südwesten befindet sich das Verwaltungsamt Nain Feto mit seinem Suco Lahane Oriental.
Nur durch einen kleinen Korridor, der zu Ailok gehört ist das zweite Territorium weiter südöstlich vom ersten getrennt. Das relativ dicht besiedelte Gebiet besteht nur aus der Aldeia Mota Ulun. Im Westen und Süden liegt Ailok und im Norden und Osten Camea.
Südöstlich von Ailok und Camea liegt mit der dünnbesiedelten Aldeia Darlau das dritte Territorium Becoras. Im Westen, Süden und Osten von Darlau liegt die Gemeinde Aileu. Im Westen mit dem Verwaltungsamt Laulara mit dem Suco Talitu und im Osten mit dem Verwaltungsamt Remexio mit dem Suco Acumau.
Der Fluss Bemori bildet Becoras Grenze zu Nain Feto. Der Benamauc kommt aus Darlau, fließt entlang der Ostgrenze von Mota Ulun und bildet dann vom Hauptgebiet Becoras die Nordgrenze, bis er an dessen Nordwestspitze mit dem Bemori zusammen den Mota Claran bildet. Das ganze System fällt allerdings außerhalb der Regenzeit trocken.
Becora unterteilt sich traditionell in verschiedene Ortsteile: Becusi de Baixo (Becusi Craic, Becusi Bawah), Becusi Leten (Bekosi Leten, Becusi Atas, Bekosi Atas), Masau de Baixo (Masau Bawah) und Masau Leten (ehemals Masau Atas) liegen im Nordteil. Mota Ulun befindet sich im Mittelteil und Darlau bildet eine eigene Siedlung im Südteil. In der Aldeia Darlau liegt außerdem die Ortschaft Lebuhua.

## Einwohner

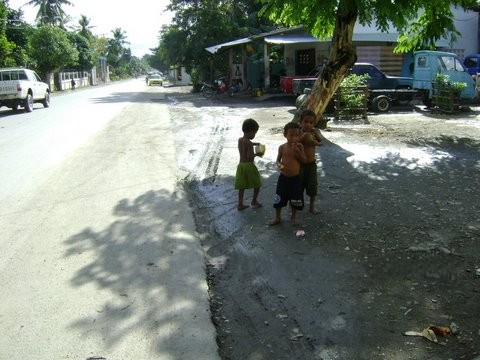
Kinder in Becora

In Becora leben 22.678 Einwohner (2022), davon sind 11.430 Männer und 11.248 Frauen. 21.937 von ihnen wohnen in einer urbanen Umgebung, 741 im ländlichen Teil des Sucos. Im Suco gibt es 3.920 Haushalte. Über 93 % der Einwohner geben Tetum Prasa als ihre Muttersprache an. Minderheiten sprechen Mambai, Makasae oder Naueti. In Becora Leten (Ober-Becora) sprechen einige Einwohner Lolein, wie in Hera und der benachbarten Gemeinde Aileu, eine Variante des Isní. Außerdem lebt hier ein Großteil der etwa 300 Makalero Dilis, die aus Iliomar stammen.

## Einrichtungen
In Becora befindet sich die Hadahur Music School, die von der Mary MacKillop East Timor Mission gegründet wurde. Im Norden befinden sich drei Grundschulen (u. a. Escola Primaria Katolika Hati Kudus), drei Prä-Sekundäre Schulen, zwei Sekundärschulen (die Escola Secondaria I und die Escola Secundária Técnico Vocacional de Hospitalidade e Turismo EHT) und die Universidade Oriental Timor Loro sa'e (UNITAL). Außerdem gibt es mehrere weitere Einrichtungen zur Fortbildung. In Becusi Craic befindet sich der Friedhof von Becusi. Das Gefängnis Becora liegt nicht in Becora, sondern im Suco Camea, zwischen dem Nord- und dem Mittelteil Becoras. Im Norden Becoras steht die 2021 eingeweihte Herz-Jesu-Kirche von Becora

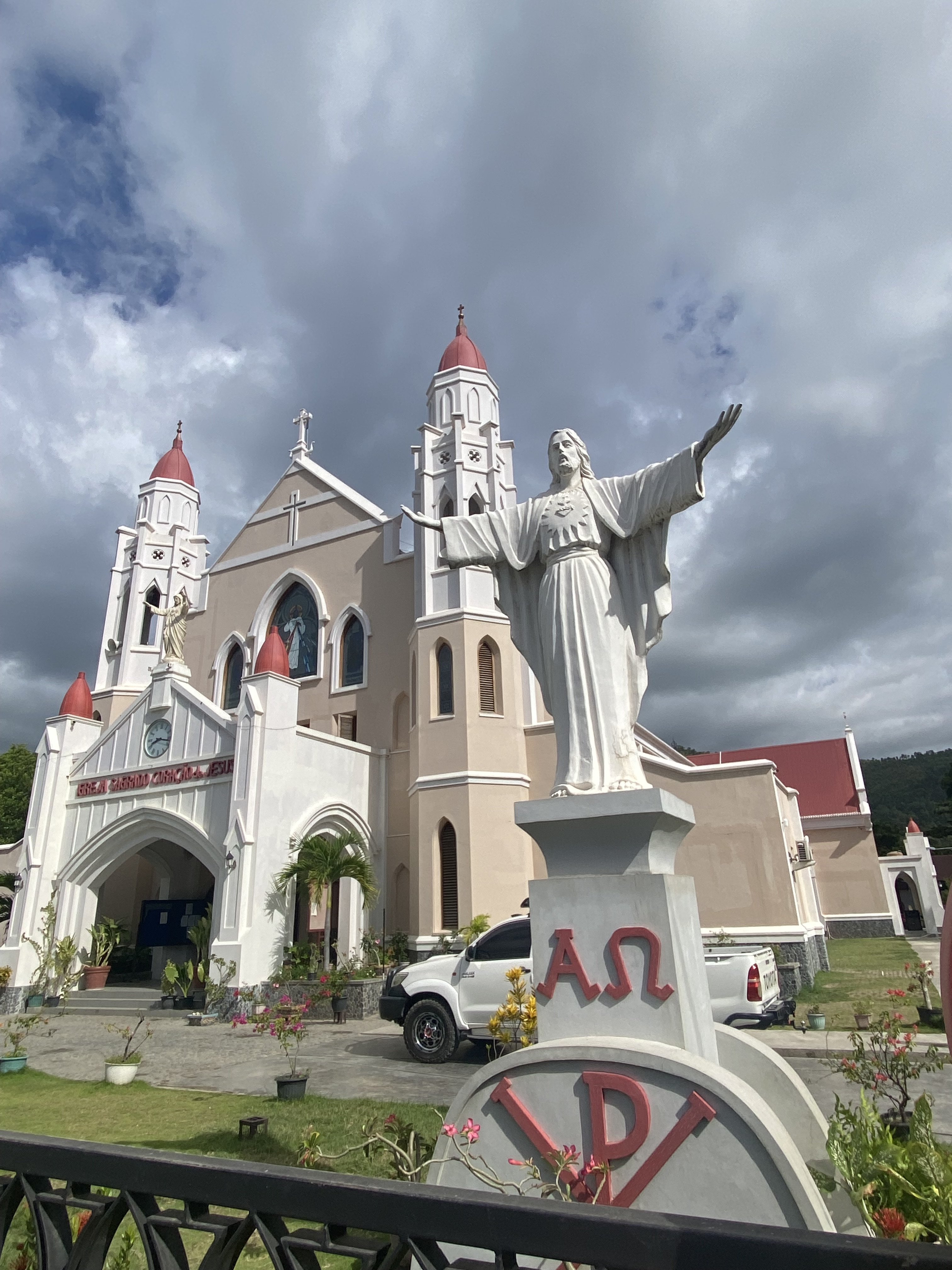
Die neue Herz-Jesu-Kirche von Becora (2022)
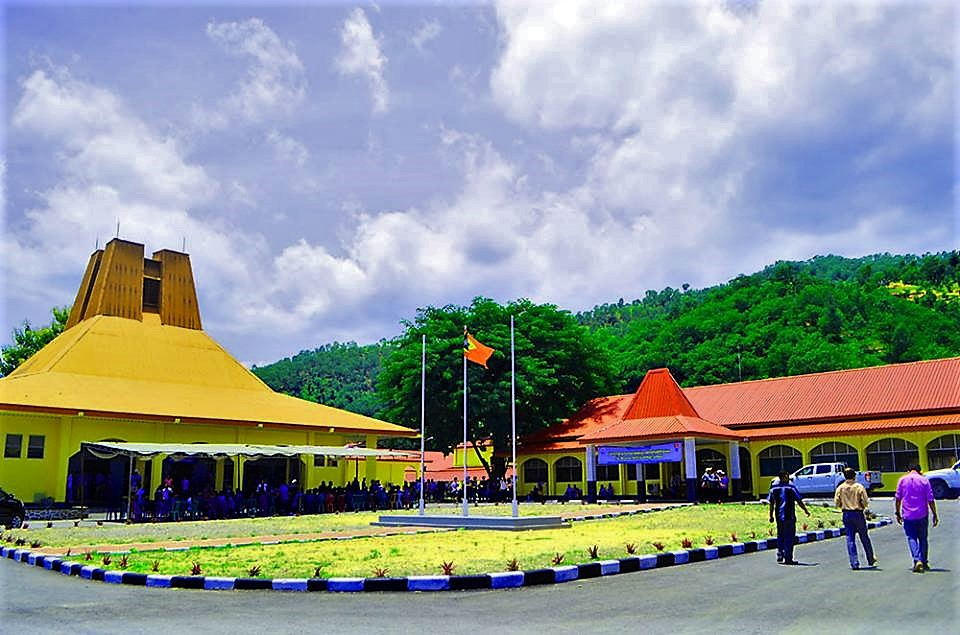
Escola Secundária Técnico Vocacional de Hospitalidade e Turismo EHT
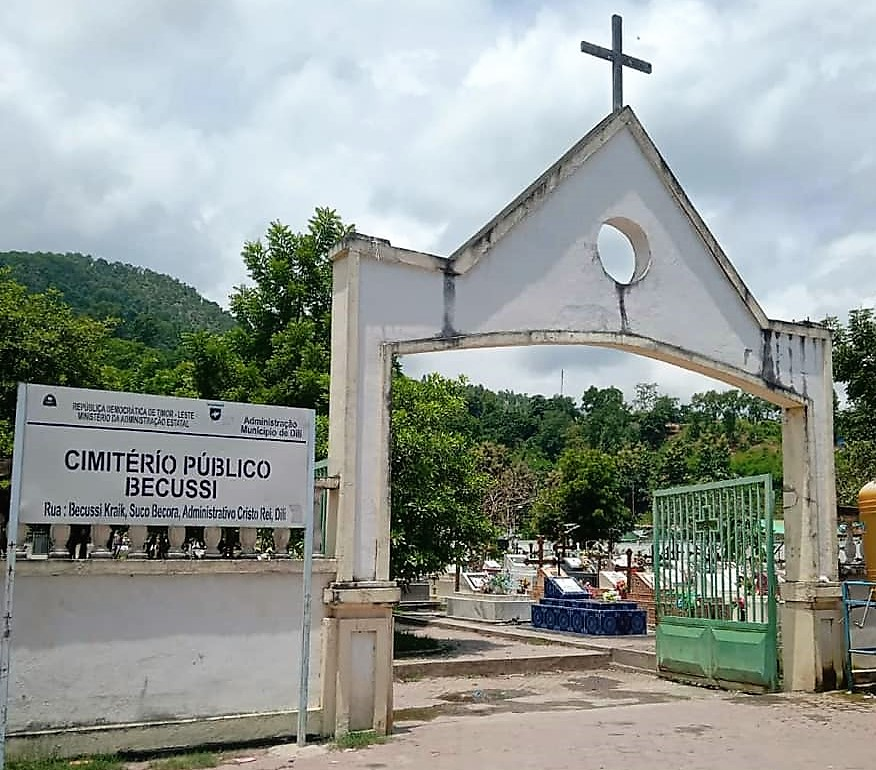
Friedhof von Becusi

## Geschichte

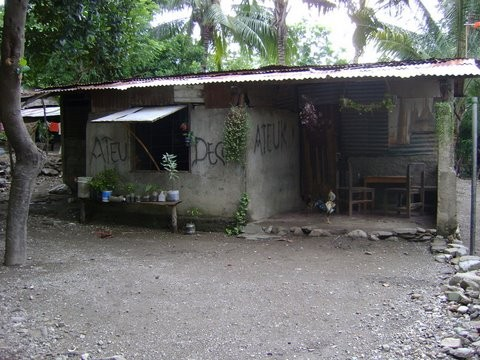
Wohnhaus in Becora

Während der indonesischen Besatzungszeit griffen am 10. Juni 1980 Einheiten der osttimoresischen Guerillaarmee FALINTIL unter anderem das Waffenlager des indonesischen Infanteriebataillons 744 in Becora an.
Während der indonesischen Operation Donner nach dem Unabhängigkeitsreferendum in Osttimor 1999 kam es auch in Becora zu Schießereien.
Im März 2020 kam es in Dili zu schweren Überschwemmungen, von denen auch Becora betroffen war.

## Politik

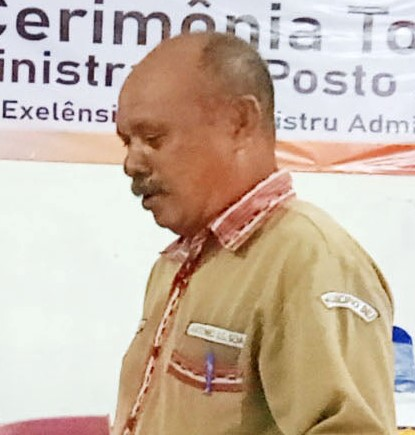
António da Silva Soares (2022)

Bei den Wahlen von 2004/2005 wurde António da Silva Soares zum Chefe de Suco gewählt und 2009 und 2016 in seinem Amt bestätigt.

## Sport
In Becora ist der Fußballverein Cacusan CF ansässig.

## Persönlichkeiten
- António de Sá Benevides (* 1979), Politiker